# Bana Sare
Bana Sare is een bestuurslaag in het regentschap Sumenep van de provincie Oost-Java, Indonesië. Bana Sare telt 2658 inwoners (volkstelling 2010).